# Franz Mayer (Bezirksamtmann)
Franz Mayer (* 1862 in Bamberg; † 1948 in München) war ein deutscher Verwaltungsbeamter.

## Werdegang
Mayer war rund zwanzig Jahre bis 1921 Bezirksamtmann des Bezirksamts Alzenau. Gemeinsam mit seiner zweiten Ehefrau – die erste war 1909 verstorben – und 14 Kindern lebte er in der Dienstwohnung im Bezirksamtsgebäude.